# Georg Wenzel Ritter
Georg Wenzel Ritter (* 7. April 1748 in Mannheim; † 16. Juni 1808 in Berlin) war ein deutscher Fagottist und Komponist.

## Leben und Werk
Georg Wenzel Ritter wirkte ab 1768 in der Kurfürstlichen Kapelle in Mannheim. Er wechselte mit der Kapelle nach München und wirkte ab 1788 im Berliner Hoforchester.
Georg Wenzel Ritter komponierte zwei Fagottkonzerte und sechs Quartette für Violine, Viola, Violoncello und Fagott.

## Familie
Ritter war der Neffe des Oboisten Georg Wilhelm Ritter und der Onkel des Violoncellisten und Komponisten Peter Ritter.